# 曹奇 (西汉)
曹奇（前2世纪？—前153年），西汉平阳侯。

## 生平
前154年七国之乱中有战功，“平阳侯败三国之师于齐，咸伏其辜，齐王自杀”（《汉书·天文志》），“会汉将栾布、平阳侯等兵至齐，击破三国兵，解围” （《汉书》《高五王传》）。
汉文帝后元四年（前160年），父亲曹窋去世，曹奇嗣位平阳侯，在位七年。汉景帝前元四年（前153年），曹奇去世，谥简，

## 家族
祖父曹参，相国。父亲曹窋，平阳静侯。儿子曹时、孙子曹襄、曾孙曹宗相继嗣位。